# Diospyros miltonii
Diospyros miltonii är en tvåhjärtbladig växtart som beskrevs av Paulo Bezerra Cavalcante. Diospyros miltonii ingår i släktet Diospyros och familjen Ebenaceae. Inga underarter finns listade i Catalogue of Life.